# كاثرين ستينسون

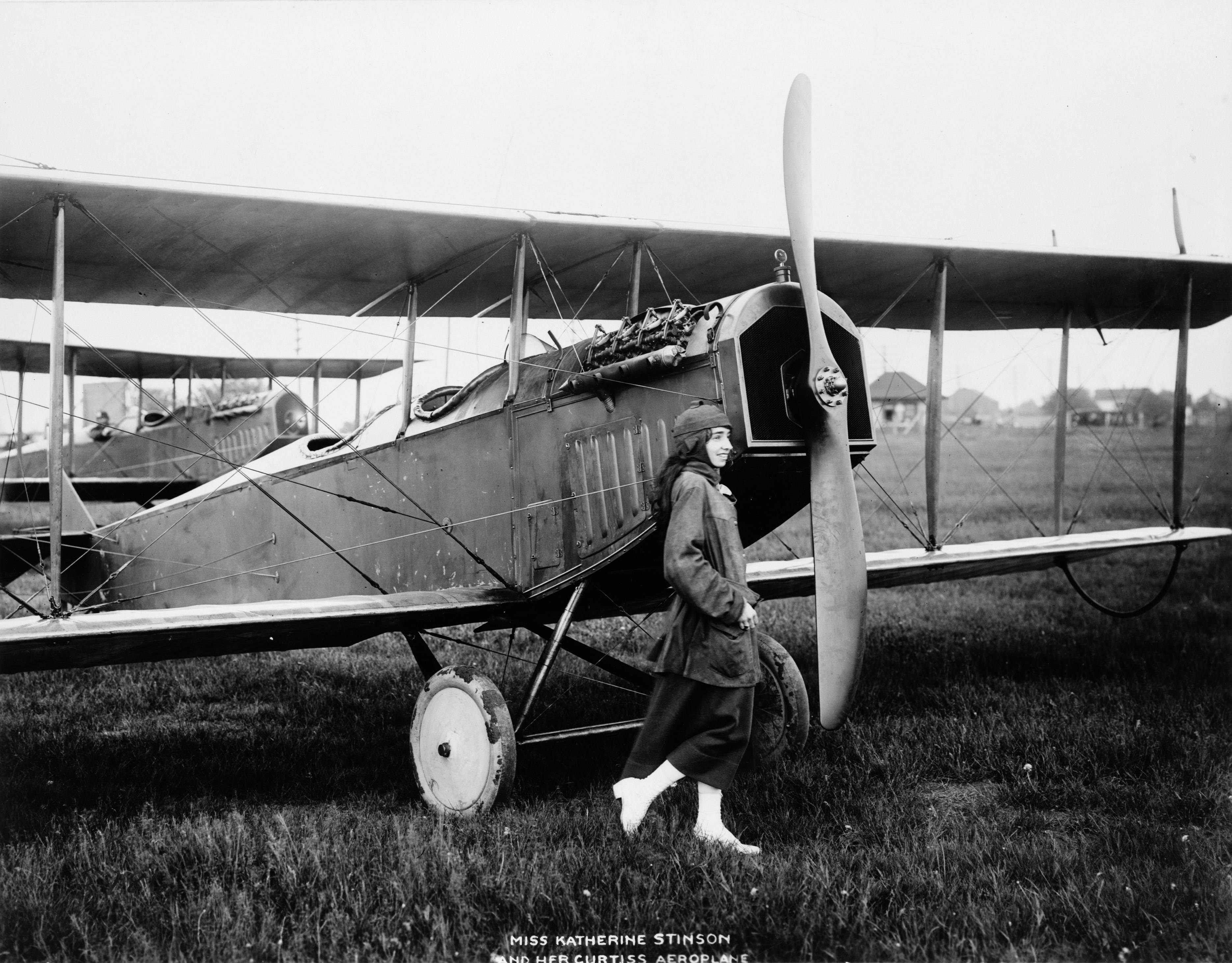
كاثرين ستينسون وطائرتها كورتيس.

كاثرين ستينسون (بالإنجليزية: Katherine Stinson) (14 فبراير 1891 - 8 يوليو 1977) من أوائل الطيارات الإناث في العالم. ولدت في 14 فبراير 1891، في فورت باين، ألاباما. وهي رابع امرأة في الولايات المتحدة تحصل على شهادة طيار، وذلك في 24 يوليو 1912، وهي في سن ال 21. في 11 ديسمبر 1917. وكانت أيضا واحدة من أول النساء المصرح لهن بحمل البريد الجوي للولايات المتحدة. خلال الحرب العالمية الأولى، كما حلقت كاثرين مسافة 606 ميل من سان دييغو إلى سان فرانسيسكو، وسجلت رقما قياسيا جديدا للطيران دون توقف. وهي شقيقة إدوارد ستينسون الطيار الأمريكي ومُصنع للطائرات ومؤسس شركة ستينسون للطائرات.
لم تكن كاثرين ستينسون طيّارة فحسب، بل أيضًا سائقة سيّارة إسعاف ومهندسة معماريّة.

## حياتها:
تعرّفت كاثرين ستينسون على الطّيران عام 1911 عندما شاركت في صعود المنطاد، فالتحقَتْ بشركة Lillie Aviation Company في شيكاغو، حيثُ تعلّمت الطّيران، ليبدأَ تاريخها وإنجازاتها الكثيرة، إلى أن لُقِّبَت بـ" الطّيّار البهلوانيّ"  نظرًا لمغامراتها الجوّيّة الجريئة.
ففي عام 1913 أسّست كاثرين ووالدتها شركة  Stinson Aviation Company.
وفي عام 1915 قامت بمشاركة عائلتها بتأسيس أوّل مطار بلدي في سان أنطونيو (Stinson Field). وفي العام ذاته خطّطت لرحلة من نيويورك إلى معرض بنما في سان فرانسيسكو حيث أدّت حيلة الحَلَقَة المُلْتوية، الّتي اخترعتها بنفسها. وقد كانت أوّل طيّار يقوم بالكتابة في سماء لوس أنجلوس. وفي العام ذاته افتتحت مدرسة للطّيران في سان أنطونيو، تكساس.  وساعدت في تدريب الطّيّارين الأمريكيّين والكنديّين.
عام 1916 سافرت كاثرين ستينسون إلى اليابان والصّين لرحلات المعرض، فكّكت طائرتها لرحلاتها الخارجيّة وأعادت تجميعها عند وصولها.
وفي الفترة ما بين 1918-1920 شغَلَت كاثرين ستينسون مهمّة سائق سيّارة إسعاف تابعة للصّليب الأحمر في فرنسا، بعد أن حاولت الانضمام إلى مهامّ قتاليّة، لكن تمّ رفضها في الجيش الأمريكيّ.
ففي عام 1920 اضطرّت للتّقاعد، حيث تدهورت صحّتها في ظلّ الصّعبة في فرنسا، وأصيبت بمرض السّلّ. فانتقلت إلى نيومكسيكو حتّى استعادت صحّتها. مكثت هناك لأكثر من عام، ممّا أنهى حياتها المهنيّة في مجال الطّيران، وأصبحت فيما بعد مهندسة معماريّة.

## روابط خارجية
- أعمال أو نبذة عن كاثرين ستينسون على أرشيف الإنترنت
- Katherine Stinson Pictorial Collection, 1850-1969, University of New Mexico, Center for Southwest Research[وصلة مكسورة]
- "Katherine Stinson" نسخة محفوظة 30 ديسمبر 2005 على موقع واي باك مشين., US Centennial of Flight Commission, retrieved January 6, 2006
- Little Katie Stinson by Giacinta Bradley Koontz On Apr 24, 2008
- "The Pioneers" links to many bios of Katherine and her sister
- Katherine Stinson walking with Wilbur Wright, Since Wilbur died May 30, 1912; this photo was probably taken earlier that year. Katherine soloed in July 1912 two months after Wilbur died.